# Camisano Vicentino

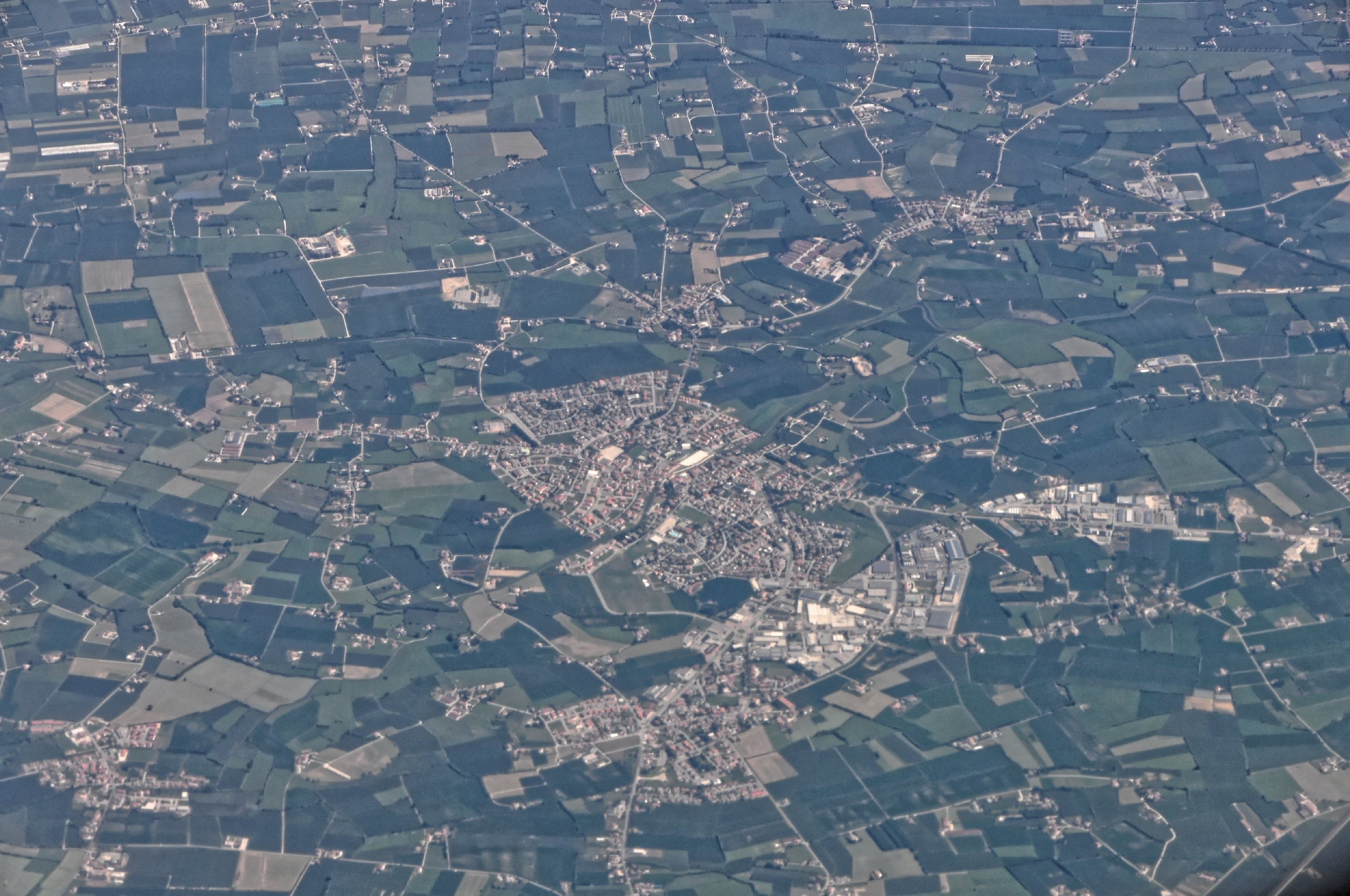
Camisano Vicention von oben

Camisano Vicentino (venezianisch: Camixàn, deutsch: Gamisenburg) ist eine nordostitalienische Gemeinde (comune) mit 11.140 Einwohnern (Stand 31. Dezember 2023) in der Provinz Vicenza in Venetien. Die Gemeinde liegt etwa 10 Kilometer ostsüdöstlich von Vicenza am Zusammenfluss von Ceresone und Roggia Poina. Der Ceresone fließt später in den Bacchiglione. Camisano Vicentino grenzt unmittelbar an die Provinz Padua.

## Geschichte
Die Ursprünge der Gemeinde dürften im Zeitraum zwischen dem 11. und 13. Jahrhundert zu suchen sein. 1313 zog Cangrande I. della Scala mit blutiger Ernte in die Ortschaft ein, 1348 wurde die Gemeinde dann von der Pest heimgesucht. 1404 gelangte der Ort mit den umliegenden Gemeinden an die Republik Venedig.

## Gemeindepartnerschaften
Camisano Vicentino unterhält Partnerschaften mit der Gemeinde Archea Olympia in Westgriechenland (seit 2000) und mit Fuerte Olimpo in Paraguay.

## Söhne und Töchter
- Egidio Negrin (1907–1958), römisch-katholischer Erzbischof
- Umberto Baratto (* 1930), Patriarchalvikar für Zypern